# ハポエル・イロニ・キリヤット・シュモナFC
ハポエル・イロニ・キリヤット・シュモナFC（ヘブライ語: מועדון כדורגל הפועל עירוני קרית שמונה, Hapoel Ironi Kiryat Shmona Football Club）は、イスラエル・キリヤット・シュモナにホームを置くサッカークラブである。

## 歴史
クラブは2000年にリガ・アレフのハポエル・キリヤット・シュモナとリガ・ベットのマッカビ・キリヤット・シュモナの合併によって生まれ、スタジアムと所属リーグについてはハポエルのそれを引き継いだ。この合併はチームのオフィシャルスポンサーであるイトゥラン・ロケーション・アンド・コントロールオーナーのイジー・シェラツキーによって提案された。
新クラブはその最初のシーズンにリガ・アレフの北ディビジョンに優勝し、リガ・アルトジト（3部リーグ）に昇格した。2002-03シーズンは準優勝し、ハコア・アミダル・ラマト・ガンとともにリガ・レウミット（2部リーグ）への昇格を決めた。リガ・レウミットでの最初のシーズンは、準優勝のハポエル・ナツラト・イリトを得失点差によって下回り、あと一歩で昇格を逃した。2005-06シーズンは再び3位でシーズンを終えたものの、2006-07シーズンはリーグ優勝を果たし、イスラエル・プレミアリーグへの昇格を決めた。クラブにとってだけではなく、キリヤット・シュモナを本拠地とするクラブがトップディビジョンでプレーすること自体これが初だった。同シーズンにはリガ・レウミット・トト・カップにも優勝した。
クラブにとってプレミアリーグ1年目となった2007-08シーズンは3位となり、UEFAカップの出場権を獲得した。ヨーロッパでの最初のシーズン、ホームマッチはハイファのキリヤット・エリエゼル・スタジアムで行われた。FKモグレンを下した後、予選2回戦でリテックス・ロヴェチに敗れた。
2008-09シーズン、プレミアリーグで最下位になり、リガ・レウミットに降格した。しかし翌シーズンのリガ・レウミットでは優勝して、プレミアリーグに復帰した。
2009年11月15日、2009-10シーズンのトト・カップ・レウミット（2部リーグのカップ戦）に優勝した。
2011年1月19日、2010-11シーズンのトト・カップ・アル（1部リーグのカップ戦）に優勝した。これはクラブにとって初めて獲得したメジャータイトルであり、さらに1部と2部のトト・カップに連年で優勝した最初のチームにもなった。
2012年1月24日、2011-12シーズンのトト・カップ・アル決勝でハポエル・テル・アヴィヴを下して2年連続で優勝した。
2012年4月2日、イスラエル・プレミアリーグに優勝し、イスラエルのチャンピオンシップを獲得した14つ目のクラブになった。2位のハポエル・テル・アヴィヴとの試合が無得点引き分けに終わると、シーズン終了までに5節を残して優勝を決めた。3大都市（テル・アヴィヴ、エルサレム、ハイファ）以外のクラブによる優勝は30年弱ぶりのことだった。
2012年5月20日、ユニフォームとチームエンブレムにUEFAスポンサーシップ規則で禁じられているスポンサー名が入っていたことから、クラブはエンブレムを変更した。新エンブレムは旧エンブレムでも用いられていた大きなボールひとつを含んだ複数のサッカーボールに、テル・ハイの戦いのユダのライオン像、1回のリーグ優勝を表す金色の星があしらわれている。

## タイトル
- イスラエル・プレミアリーグ：1回
  - 2011-12
- イスラエル・ステート・カップ：1回
  - 2013-14
- イスラエル・スーパーカップ：1回
  - 2015
- トト・カップ・アル：2回
  - 2010-11, 2011-12
- トト・カップ・レウミット：2回
  - 2006-07, 2009-10
- リーガ・レウミット (2部)：2回
  - 2006-07, 2009-10
- リーガ・アレフ (4部)：1回
  - 2000-01 北部ディビジョン

## 過去の成績
| シーズン | ディビジョン       | ディビジョン | ディビジョン | ディビジョン | ディビジョン | ディビジョン | ディビジョン | ディビジョン | ディビジョン | グヴィア・ハメディナ | トト・カップ       |
| シーズン | リーグ             | 試           | 勝           | 分           | 敗           | 得           | 失           | 点           | 順位         | グヴィア・ハメディナ | トト・カップ       |
| -------- | ------------------ | ------------ | ------------ | ------------ | ------------ | ------------ | ------------ | ------------ | ------------ | -------------------- | ------------------ |
| 2003-04  | リーガ・レウミット | 33           | 13           | 15           | 5            | 49           | 32           | 54           | 3位          | 9回戦敗退            | グループリーグ敗退 |
| 2004-05  | リーガ・レウミット | 33           | 11           | 11           | 11           | 39           | 41           | 44           | 8位          | 9回戦敗退            | 準々決勝敗退       |
| 2005-06  | リーガ・レウミット | 33           | 12           | 14           | 7            | 39           | 33           | 50           | 3位          | 9回戦敗退            | グループリーグ敗退 |
| 2006-07  | リーガ・レウミット | 33           | 18           | 10           | 5            | 55           | 32           | 64           | 1位          | 9回戦敗退            | 優勝               |
| 2007-08  | プレミアリーグ     | 33           | 15           | 11           | 7            | 43           | 34           | 56           | 3位          | 準々決勝敗退         | グループリーグ敗退 |
| 2008-09  | プレミアリーグ     | 33           | 6            | 9            | 18           | 24           | 44           | 27           | 12位         | 9回戦敗退            | 準々決勝敗退       |
| 2009-10  | リーガ・レウミット | 35           | 21           | 9            | 5            | 51           | 22           | 41           | 1位          | 8回戦敗退            | 優勝               |
| 2010-11  | プレミアリーグ     | 35           | 14           | 10           | 11           | 57           | 45           | 28           | 5位          | 準決勝敗退           | 優勝               |
| 2011-12  | プレミアリーグ     | 37           | 21           | 10           | 6            | 48           | 26           | 73           | 1位          | 9回戦敗退            | 優勝               |
| 2012-13  | プレミアリーグ     | 36           | 16           | 7            | 13           | 50           | 40           | 55           | 5位          | 準優勝               | 準々決勝敗退       |
| 2013-14  | プレミアリーグ     | 36           | 18           | 10           | 8            | 59           | 38           | 64           | 3位          | 優勝                 | -                  |
| 2014-15  | プレミアリーグ     | 36           | 18           | 10           | 8            | 53           | 38           | 64           | 2位          | 準々決勝敗退         | グループリーグ敗退 |
| 2015-16  | プレミアリーグ     | 33           | 8            | 12           | 13           | 32           | 39           | 36           | 11位         | 8回戦敗退            | 準優勝             |
| 2016-17  | プレミアリーグ     | 33           | 10           | 9            | 14           | 44           | 48           | 39           | 7位          | 準々決勝敗退         | 準優勝             |
| 2017-18  | プレミアリーグ     | 33           | 13           | 6            | 14           | 39           | 36           | 45           | 7位          | 準決勝敗退           | 準決勝敗退         |
| 2018-19  | プレミアリーグ     | 33           | 9            | 11           | 13           | 34           | 35           | 38           | 10位         | ベスト16             |                    |
| 2019-20  | プレミアリーグ     | 33           | 9            | 5            | 19           | 30           | 43           | 32           | 12位         | 8回戦敗退            |                    |
| 2020-21  | プレミアリーグ     | 36           | 12           | 10           | 14           | 37           | 45           | 46           | 6位          | 8回戦敗退            |                    |
| 2021-22  | プレミアリーグ     | 33           | 14           | 8            | 11           | 48           | 39           | 50           | 7位          | ベスト16             |                    |
| 2022-23  | プレミアリーグ     |              |              |              |              |              |              |              | 位           |                      |                    |

## 欧州の成績
| シーズン | 大会                     | ラウンド   | 対戦相手                 | ホーム | アウェー | 合計 |  |
| -------- | ------------------------ | ---------- | ------------------------ | ------ | -------- | ---- |  |
| 2008-09  | UEFAカップ               | 予選1回戦  | モグレン                 | 1-1    | 3-0      | 4-1  |  |
| 2008-09  | UEFAカップ               | 予選2回戦  | リテックス・ロヴェチ     | 0-0    | 1-2      | 1-2  |  |
| 2012-13  | UEFAチャンピオンズリーグ | 予選2回戦  | ジリナ                   | 0-1    | 2-0      | 2-1  |  |
| 2012-13  | UEFAチャンピオンズリーグ | 予選3回戦  | ネフチ・バクー           | 4-0    | 2-2      | 6-2  |  |
| 2012-13  | UEFAチャンピオンズリーグ | プレーオフ | BATEボリソフ             | 0-2    | 1-1      | 1-3  |  |
| 2012-13  | UEFAヨーロッパリーグ     | グループI  | リヨン                   | 3-4    | 0-2      | 4位  |  |
| 2012-13  | UEFAヨーロッパリーグ     | グループI  | アスレティック・ビルバオ | 1-1    | 0-2      | 4位  |  |
| 2012-13  | UEFAヨーロッパリーグ     | グループI  | スパルタ・プラハ         | 1-3    | 1-1      | 4位  |  |
| 2014-15  | UEFAヨーロッパリーグ     | 予選3回戦  | ディナモ・モスクワ       | 1-1    | 1-2      | 2-3  |  |
| 2015-16  | UEFAヨーロッパリーグ     | 予選3回戦  | スロヴァン・リベレツ     | 1-2    | 0-3      | 1-5  |  |

## 歴代所属選手
- バラク・バハル（2004-2011）
- ウィリアム・ヌジョヴー（2009-2012）
- ケニー・サイエフ（2012-2013）
- ダルコ・タセフスキ（2012-2013）
- カルロス・クエジャル（2017-）